# Sorbus albensis
Sorbus albensis är en rosväxtart som beskrevs av M.Lep. Sorbus albensis ingår i släktet oxlar, och familjen rosväxter. Inga underarter finns listade i Catalogue of Life.